# Cokeburg
Cokeburg är en ort i Washington County i delstaten Pennsylvania. Vid 2010 års folkräkning hade Cokeburg 630 invånare.

## Kända personer från Cokeburg
- Donald P. Bellisario, TV-producent